# Wuhan Open 2019 - Qualificazioni singolare
Le qualificazioni del singolare femminile del Wuhan Open 2019 sono state un torneo di tennis preliminare per accedere alla fase finale della manifestazione. Le vincitrici dell'ultimo turno sono entrate di diritto nel tabellone principale. In caso di ritiro di una o più giocatrici aventi diritto a queste sono subentrati le lucky loser, ossia le giocatrici che hanno perso nell'ultimo turno ma che avevano una classifica più alta rispetto alle altre partecipanti che avevano comunque perso nel turno finale.

## Teste di serie
1. Veronika Kudermetova (qualificata)
2. Rebecca Peterson (ultimo turno, lucky loser)
3. Ons Jabeur (ultimo turno, lucky loser)
4. Fiona Ferro (primo turno)
5. Lauren Davis (qualificata)
6. Svetlana Kuznecova (qualificata)
7. Jennifer Brady (qualificata)
8. Tamara Zidanšek (ultimo turno, lucky loser)

1. Jil Teichmann (primo turno)
2. Bernarda Pera (qualificata)
3. Kateryna Kozlova (qualificata)
4. Viktorija Golubic (ritirata)
5. Anna Blinkova (ritirata)
6. Andrea Petković (primo turno)
7. Zarina Dijas (ultimo turno)
8. Paula Badosa (ritirata)

## Qualificate
1. Veronika Kudermetova
2. Kateryna Kozlova
3. Zhu Lin
4. Christina McHale

1. Lauren Davis
2. Svetlana Kuznecova
3. Jennifer Brady
4. Bernarda Pera

### Lucky loser
1. Rebecca Peterson
2. Ons Jabeur

1. Tamara Zidanšek

## Tabellone

### Legenda
| - Q = Qualificato - WC = Wild card - LL = Lucky loser | - ALT = Alternate - SE = Special Exempt - PR = Protected Ranking | - w/o = Walkover - r = Ritirato - d = Squalificato |

### Sezione 1
|  | Primo turno | Primo turno          | Primo turno          | Primo turno | Primo turno |  |  | Ultimo turno | Ultimo turno         | Ultimo turno | Ultimo turno | Ultimo turno |  |
|  |             |                      |                      |             |             |  |  |              |                      |              |              |              |  |
|  | 1           | Veronika Kudermetova | Veronika Kudermetova | 7           | 6           |  |  |              |                      |              |              |              |  |
|  |             | Yanina Wickmayer     | Yanina Wickmayer     | 64          | 3           |  |  | 1            | Veronika Kudermetova | 6            | 2            | 7            |  |
|  |             | Kurumi Nara          | 4                    | 6           | 6           |  |  |              | Kurumi Nara          | 1            | 6            | 5            |  |
|  | Alt         | Wang Xinyu           | 6                    | 3           | 4           |  |  |              |                      |              |              |              |  |

### Sezione 2
|  | Primo turno | Primo turno      | Primo turno      | Primo turno | Primo turno |  |  | Ultimo turno | Ultimo turno     | Ultimo turno | Ultimo turno | Ultimo turno |  |
|  |             |                  |                  |             |             |  |  |              |                  |              |              |              |  |
|  | 2           | Rebecca Peterson | Rebecca Peterson | 6           | 6           |  |  |              |                  |              |              |              |  |
|  |             | Heather Watson   | Heather Watson   | 2           | 2           |  |  | 2            | Rebecca Peterson | 1            | 6            | 5            |  |
|  |             | Sachia Vickery   | 7                | 64          | 0           |  |  | 11           | Kateryna Kozlova | 6            | 4            | 7            |  |
|  | 11          | Kateryna Kozlova | 5                | 7           | 6           |  |  |              |                  |              |              |              |  |

### Sezione 3
|  | Primo turno | Primo turno        | Primo turno        | Primo turno | Primo turno |  |  | Ultimo turno | Ultimo turno | Ultimo turno | Ultimo turno | Ultimo turno |  |
|  |             |                    |                    |             |             |  |  |              |              |              |              |              |  |
|  | 3           | Ons Jabeur         | Ons Jabeur         | 6           | 7           |  |  |              |              |              |              |              |  |
|  | Alt         | Nicole Melichar    | Nicole Melichar    | 0           | 65          |  |  | 3            | Ons Jabeur   | 6            | 1            | 1            |  |
|  |             | Zhu Lin            | Zhu Lin            | 6           | 6           |  |  |              | Zhu Lin      | 2            | 6            | 6            |  |
|  | Alt         | Gabriela Dabrowski | Gabriela Dabrowski | 3           | 4           |  |  |              |              |              |              |              |  |

### Sezione 4
|  | Primo turno | Primo turno      | Primo turno      | Primo turno | Primo turno |  |  | Ultimo turno | Ultimo turno     | Ultimo turno | Ultimo turno | Ultimo turno |  |
|  |             |                  |                  |             |             |  |  |              |                  |              |              |              |  |
|  | 4           | Fiona Ferro      | 6                | 4           | 2           |  |  |              |                  |              |              |              |  |
|  |             | Han Xinyun       | 2                | 6           | 6           |  |  |              | Han Xinyun       | 1            | 6            | 2            |  |
|  |             | Christina McHale | Christina McHale | 6           | 7           |  |  |              | Christina McHale | 6            | 4            | 6            |  |
|  | 14          | Andrea Petković  | Andrea Petković  | 0           | 5           |  |  |              |                  |              |              |              |  |

### Sezione 5
|  | Primo turno | Primo turno               | Primo turno               | Primo turno | Primo turno |  |  | Ultimo turno | Ultimo turno | Ultimo turno | Ultimo turno | Ultimo turno |  |
|  |             |                           |                           |             |             |  |  |              |              |              |              |              |  |
|  | 5           | Lauren Davis              | Lauren Davis              | 6           | 6           |  |  |              |              |              |              |              |  |
|  |             | Lesley Pattinama Kerkhove | Lesley Pattinama Kerkhove | 2           | 2           |  |  | 5            | Lauren Davis | Lauren Davis | 6            | 6            |  |
|  | WC          | Clara Tauson              | 4                         | 6           | 2           |  |  | 15           | Zarina Dijas | Zarina Dijas | 3            | 4            |  |
|  | 15          | Zarina Dijas              | 6                         | 2           | 6           |  |  |              |              |              |              |              |  |

### Sezione 6
|  | Primo turno | Primo turno           | Primo turno        | Primo turno | Primo turno |  |  | Ultimo turno | Ultimo turno          | Ultimo turno          | Ultimo turno | Ultimo turno |  |
|  |             |                       |                    |             |             |  |  |              |                       |                       |              |              |  |
|  | 6           | Svetlana Kuznecova    | Svetlana Kuznecova | 6           | 6           |  |  |              |                       |                       |              |              |  |
|  | WC          | Zheng Qinwen          | Zheng Qinwen       | 2           | 4           |  |  | 6            | Svetlana Kuznecova    | Svetlana Kuznecova    | 6            | 6            |  |
|  | WC          | Xun Fangying          | 6                  | 4           | 3           |  |  | Alt          | Bethanie Mattek-Sands | Bethanie Mattek-Sands | 2            | 2            |  |
|  | Alt         | Bethanie Mattek-Sands | 2                  | 6           | 6           |  |  |              |                       |                       |              |              |  |

### Sezione 7
|  | Primo turno | Primo turno    | Primo turno    | Primo turno | Primo turno |  |  | Ultimo turno | Ultimo turno   | Ultimo turno   | Ultimo turno | Ultimo turno |  |
|  |             |                |                |             |             |  |  |              |                |                |              |              |  |
|  | 7           | Jennifer Brady | Jennifer Brady | 6           | 6           |  |  |              |                |                |              |              |  |
|  | WC          | Yuan Yue       | Yuan Yue       | 4           | 3           |  |  | 7            | Jennifer Brady | Jennifer Brady | 7            | 6            |  |
|  |             | Ellen Perez    | 3              | 6           | 6           |  |  |              | Ellen Perez    | Ellen Perez    | 5            | 3            |  |
|  | 9           | Jil Teichmann  | 6              | 0           | 3           |  |  |              |                |                |              |              |  |

### Sezione 8
|  | Primo turno | Primo turno     | Primo turno   | Primo turno | Primo turno |  |  | Ultimo turno | Ultimo turno    | Ultimo turno    | Ultimo turno | Ultimo turno |  |
|  |             |                 |               |             |             |  |  |              |                 |                 |              |              |  |
|  | 8           | Tamara Zidanšek | 1             | 6           | 6           |  |  |              |                 |                 |              |              |  |
|  |             | Whitney Osuigwe | 6             | 4           | 2           |  |  | 8            | Tamara Zidanšek | Tamara Zidanšek | 5            | 5            |  |
|  |             | Nicole Gibbs    | Nicole Gibbs  | 2           | 5           |  |  | 10           | Bernarda Pera   | Bernarda Pera   | 7            | 7            |  |
|  | 10          | Bernarda Pera   | Bernarda Pera | 6           | 7           |  |  |              |                 |                 |              |              |  |